# 錫爾灣
71°45′S 12°45′W / 71.750°S 12.750°W
錫爾灣（英語：Seal Bay）是南極洲的海灣，位於毛德皇后地沿岸的呂佐夫-霍爾姆灣東北端，處於諾維吉亞岬以南，現時由南極條約體系管理。